# Persone di nome Evgenij
| Questa pagina contiene informazioni ricavate automaticamente dalle voci biografiche con l'ausilio del template Bio e di un bot. L'aggiornamento è periodico e automatico e ricostruisce completamente la pagina. Se manca una persona in questa lista, sei pregato di non aggiungerla, ma accertati piuttosto che la sua voce biografica contenga il template Bio e che i dati anagrafici siano correttamente compilati. Se il template Bio manca, inseriscilo tu stesso o, in alternativa, metti l'avviso {{tmp\|Bio}} che ne segnala la mancanza. Se i dati riportati sono sbagliati, correggi direttamente la voce biografica; le modifiche saranno visibili in questa lista entro pochi giorni. Per chiarimenti vedi il progetto antroponimi. La lista contiene solo le 220 persone che sono citate nell'enciclopedia e per le quali è stato implementato correttamente il template Bio. Pagina aggiornata al 16 ott 2024. |

Questa è una lista di persone presenti nell'enciclopedia che hanno il prenome Evgenij, suddivise per attività principale.

## Allenatori di calcio(5)
- Evgenij Bušmanov, allenatore di calcio e ex calciatore russo (Tjumen', n. 1971)
- Evgenij Charlačëv, allenatore di calcio e ex calciatore russo (Togliatti, n. 1974)
- Evgenij Kalešin, allenatore di calcio e ex calciatore russo (Majkop, n. 1978)
- Evgenij Lemeško, allenatore di calcio e calciatore sovietico (Nikolaev, n. 1930 - Grecia, † 2016)
- Evgenij Sidorov, allenatore di calcio e ex calciatore sovietico (Mosca, n. 1956)

## Allenatori di hockey su ghiaccio(1)
- Evgenij Fëdorov, allenatore di hockey su ghiaccio e ex hockeista su ghiaccio russo (Nižnij Tagil, n. 1980)

## Allenatori di pallacanestro(2)
- Evgenij Gomel'skij, allenatore di pallacanestro sovietico (Leningrado, n. 1938)
- Evgenij Pašutin, allenatore di pallacanestro e ex cestista russo (Soči, n. 1969)

## Ammiragli(1)
- Evgenij Ivanovič Alekseev, ammiraglio russo (San Pietroburgo, n. 1843 - Jalta, † 1917)

## Arrampicatori(1)
- Evgenij Vajcechovskij, arrampicatore russo (Kirovo-Čepeck, n. 1986)

## Assassini seriali(1)
- Evgenij Oleksandrovyč Čuplinskij, serial killer russo (Novosibirsk, n. 1965)

## Astisti(1)
- Evgenij Luk'janenko, astista russo (Slavjansk-na-Kubani, n. 1985)

## Astronomi(2)
- Evgenij Leonidovič Krinov, astronomo e geologo russo (Ot′jassy, n. 1906 - Mosca, † 1984)
- Evgenij Fëdorovič Skvorcov, astronomo russo (n. 1882 - † 1952)

## Attori(10)
- Evgenij Evstigneev, attore sovietico (Nižnij Novgorod, n. 1926 - Londra, † 1992)
- Evgenij Vladimirovič Fridman, attore e regista sovietico (Mosca, n. 1929 - † 2005)
- Evgenij Gerasimov, attore e regista sovietico (Mosca, n. 1951)
- Evgenij Pavlovič Leonov, attore sovietico (Mosca, n. 1926 - Mosca, † 1994)
- Evgenij Semёnovič Matveev, attore e regista sovietico (n. 1922 - Mosca, † 2003)
- Evgenij Vital'evič Mironov, attore russo (Saratov, n. 1966)
- Evgenij Konstantinovič Nemčenko, attore e regista sovietico (Alčevs'k, n. 1906 - Leningrado, † 1970)
- Evgenij Samojlov, attore sovietico (San Pietroburgo, n. 1912 - Mosca, † 2006)
- Evgenij Jakovlevič Vesnik, attore russo (Pietrogrado, n. 1923 - Mosca, † 2009)
- Evgenij Veniaminovič Červjakov, attore e regista cinematografico russo (Abdulino, n. 1899 - † 1942)

## Banchieri(1)
- Evgenij Ivanovič Lamanskij, banchiere russo (Carskoe Selo, n. 1825 - San Pietroburgo, † 1902)

## Bassi(1)
- Evgenij Evgen'evič Nesterenko, basso russo (Mosca, n. 1938 - Vienna, † 2021)

## Biatleti(2)
- Evgenij Garaničev, biatleta e ex fondista russo (Perm', n. 1988)
- Evgenij Ustjugov, ex biatleta russo (Krasnojarsk, n. 1985)

## Bobbisti(1)
- Evgenij Popov, ex bobbista russo (Krasnoyarsk, n. 1977)

## Calciatori(32)
- Evgenij Aldonin, ex calciatore russo (Alupka, n. 1980)
- Evgenij Aleksandrov, calciatore sovietico (Noginsk, n. 1952 - Mosca, † 2019)
- Evgenij Baljajkin, ex calciatore russo (Bratsk, n. 1988)
- Evgenij Baškirov, calciatore russo (Leningrado, n. 1991)
- Evgenij Charin, calciatore russo (Maardu, n. 1995)
- Evgenij Dolgov, ex calciatore sovietico (Lipeck, n. 1969)
- Evgenij Frolov, calciatore russo (Železnogorsk, n. 1988)
- Evgenij Gapon, calciatore russo (n. 1991)
- Evgenij Gorodov, ex calciatore russo (Barnaul, n. 1985)
- Evgenij Gošev, calciatore russo (Nižnevartovsk, n. 1997)
- Evgenij Kabaev, calciatore russo (Leningrado, n. 1988)
- Evgenij Klimov, ex calciatore russo (n. 1985)
- Evgenij Kobzar', calciatore russo (Stavropol', n. 1992)
- Evgenij Konjuchov, ex calciatore russo (Murom, n. 1986)
- Evgenij Kozlov, calciatore russo (Sergiev Posad, n. 1995)
- Evgenij Borisovič Kuznecov, ex calciatore sovietico (Jaroslavl', n. 1961)
- Evgenij Lovčev, ex calciatore e allenatore di calcio a 5 sovietico (Mosca, n. 1949)
- Evgenij Evgen'evič Lovčev, ex calciatore russo (Mosca, n. 1975)
- Evgenij Lucenko, ex calciatore russo (Orenburg, n. 1987)
- Evgenij Makeev, calciatore russo (Čerepovec, n. 1989)
- Evgenij Markov, calciatore russo (San Pietroburgo, n. 1994)
- Evgenij Mileškin, ex calciatore sovietico (Mosca, n. 1960)
- Evgenij Morozov, calciatore russo (Mosca, n. 2001)
- Evgenij Osipov, calciatore russo (Temrjuk, n. 1986)
- Evgenij Pesegov, calciatore russo (Krasnojarsk, n. 1989)
- Evgenij Pomazan, calciatore russo (Angren, n. 1989)
- Evgenij Rudakov, calciatore sovietico (Mosca, n. 1942 - Kiev, † 2011)
- Evgenij Tatarinov, calciatore russo (Ekaterinburg, n. 1999)
- Evgenij Tjukalov, calciatore russo (Perm', n. 1992)
- Evgenij Varlamov, ex calciatore russo (Kazan', n. 1975)
- Evgenij Černov, calciatore russo (Tomsk, n. 1992)
- Evgenij Šljakov, calciatore russo (Brjansk, n. 1991)

## Canoisti(1)
- Evgenij Penjaev, ex canoista sovietico (Mosca, n. 1942)

## Cantautori(1)
- Eugene Hütz, cantautore, chitarrista e disc jockey statunitense (Bojarka, n. 1972)

## Cestisti(11)
- Evgenij Alekseev, cestista e allenatore di pallacanestro sovietico (Mosca, n. 1919 - Mosca, † 2005)
- Evgenij Baburin, cestista russo (Gor'kij, n. 1987)
- Evgenij Fidij, cestista russo (Mineral'nye Vody, n. 1991)
- Evgenij Kisurin, ex cestista e allenatore di pallacanestro russo (Novosibirsk, n. 1969)
- Evgenij Kolesnikov, cestista russo (Taraz, n. 1985)
- Evgenij Kovalenko, ex cestista e allenatore di pallacanestro sovietico (Tashkent, n. 1950)
- Evgenij Minčenko, cestista ucraino (Luhans'k, n. 1994)
- Evgenij Nikitin, cestista sovietico (Minsk, n. 1929 - † 2010)
- Evgenij Valiev, cestista russo (Mončegorsk, n. 1990)
- Evgenij Vojtjuk, cestista russo (San Pietroburgo, n. 1991)
- Evgenij Voronov, cestista russo (Stavropol', n. 1986)

## Chimici(1)
- Evgenij Vladimirovič Alekseevskij, chimico sovietico (Batumi, n. 1893 - Leningrado, † 1947)

## Ciclisti su strada(6)
- Evgenij Berzin, ex ciclista su strada e pistard russo (Vyborg, n. 1970)
- Evgenij Fëdorov, ciclista su strada kazako (Aqtöbe, n. 2000)
- Evgenij Gidič, ciclista su strada kazako (Kökşetaw, n. 1996)
- Evgenij Klevcov, ciclista su strada sovietico (n. 1929 - † 2003)
- Evgenij Vladimirovič Petrov, ex ciclista su strada e dirigente sportivo russo (Belovo, n. 1978)
- Evgenij Šalunov, ciclista su strada e pistard russo (n. 1992)

## Compositori(3)
- Evgenij e Saša Gal'perin, compositore russo (Čeljabinsk, n. 1974)
- Evgenij Kirillovič Golubev, compositore russo (Mosca, n. 1910 - Mosca, † 1988)
- Evgenij Fëdorovič Svetlanov, compositore e direttore d'orchestra russo (Mosca, n. 1928 - Mosca, † 2002)

## Compositori di scacchi(2)
- Evgenij Nikolaevič Somov, compositore di scacchi russo (Mosca, n. 1910 - Mosca, † 1942)
- Evgenij Umnov, compositore di scacchi russo (Rostov sul Don, n. 1913 - Mosca, † 1989)

## Cosmonauti(2)
- Evgenij Vasil'evič Chrunov, cosmonauta sovietico (Prudy, n. 1933 - Mosca, † 2000)
- Evgenij Tarelkin, cosmonauta russo (n. 1974)

## Danzatori(1)
- Evgenij Poljakov, danzatore e coreografo russo (Mosca, n. 1943 - Parigi, † 1996)

## Danzatori su ghiaccio(1)
- Evgenij Platov, ex danzatore su ghiaccio russo (Odessa, n. 1967)

## Direttori d'orchestra(1)
- Evgenij Aleksandrovič Mravinskij, direttore d'orchestra sovietico (San Pietroburgo, n. 1903 - Leningrado, † 1988)

## Economisti(2)
- Evgenij Jasin, economista e politico russo (Odessa, n. 1934 - Chimki, † 2023)
- Evgenij Evgen'evič Sluckij, economista e statistico russo (Jaroslavl', n. 1880 - Mosca, † 1948)

## Fisici(2)
- Evgenij Michajlovič Lifšic, fisico sovietico (Charkiv, n. 1915 - Mosca, † 1985)
- Evgenij Zavojskij, fisico sovietico (Mohyliv-Podil's'kyj, n. 1907 - Mosca, † 1976)

## Fondisti(4)
- Evgenij Beljaev, fondista sovietico (Sosnovka, n. 1954 - † 2003)
- Evgenij Belov, fondista russo (n. 1990)
- Evgenij Dement'ev, fondista russo (Taežnyj, n. 1983)
- Evgenij Veličko, fondista kazako (n. 1987)

## Fotografi(2)
- Evgenij Chaldej, fotografo sovietico (Juzovka, n. 1917 - Mosca, † 1997)
- Evgenij Mochorev, fotografo russo (Leningrado, n. 1967)

## Generali(3)
- Evgenij Aleksandrovič Golovin, generale russo (Smolensk, n. 1782 - Smolensk, † 1858)
- Evgenij Filippovič Ivanovskij, generale sovietico (Čarėja, n. 1918 - Mosca, † 1991)
- Evgenij Ivanovič Šapošnikov, generale e politico russo (Aksaj, n. 1942 - Mosca, † 2020)

## Ginnasti(1)
- Evgenij Korol'kov, ginnasta sovietico (Mosca, n. 1930 - Sergiev Posad, † 2014)

## Giornalisti(1)
- Evgenij Dodolev, giornalista e conduttore televisivo russo (Mosca, n. 1957)

## Giuristi(1)
- Evgenij Bronislavovič Pašukanis, giurista sovietico (Starica, n. 1891 - † 1937)

## Hockeisti su ghiaccio(12)
- Evgenij Babič, hockeista su ghiaccio e calciatore sovietico (Mosca, n. 1921 - Mosca, † 1972)
- Evgenij Birjukov, hockeista su ghiaccio russo (Kasli, n. 1986)
- Evgenij Dadonov, hockeista su ghiaccio russo (Čeljabinsk, n. 1989)
- Evgenij Ketov, hockeista su ghiaccio russo (Perm', n. 1986)
- Evgenij Kuznecov, hockeista su ghiaccio russo (Čeljabinsk, n. 1992)
- Evgenij Majorov, hockeista su ghiaccio sovietico (Mosca, n. 1938 - Mosca, † 1997)
- Evgenij Malkin, hockeista su ghiaccio russo (Magnitogorsk, n. 1986)
- Evgenij Medvedev, hockeista su ghiaccio russo (Čeljabinsk, n. 1982)
- Evgenij Mišakov, hockeista su ghiaccio sovietico (n. 1941 - Mosca, † 2007)
- Evgenij Nabokov, ex hockeista su ghiaccio russo (Öskemen, n. 1975)
- Evgenij Rjasenskij, hockeista su ghiaccio russo (Tver', n. 1987)
- Evgenij Zimin, hockeista su ghiaccio sovietico (Mosca, n. 1947 - Mosca, † 2018)

## Imprenditori(3)
- Evgenij Giner, imprenditore e dirigente sportivo russo (Kharkiv, n. 1960)
- Evgenij Prigožin, imprenditore e politico russo (Leningrado, n. 1961 - Kuženkino, † 2023)
- Evgenij Čičvarkin, imprenditore e politico russo (Leningrado, n. 1974)

## Informatici(3)
- Evgenij Kasperskij, informatico russo (Novorossijsk, n. 1965)
- Evgenij Viktorovič Nalimov, programmatore russo (Novosibirsk, n. 1965)
- Evgenij Lazarevič Rošal, programmatore russo (Čeljabinsk, n. 1972)

## Ingegneri(2)
- Evgenij Fëdorovič Dragunov, ingegnere e progettista sovietico (Iževsk, n. 1920 - Iževsk, † 1991)
- Evgenij Oskarovič Paton, ingegnere sovietico (Nizza, n. 1870 - Kiev, † 1953)

## Lottatori(1)
- Evgenij Žerbaev, lottatore russo (Kujta, n. 1994)

## Marciatori(2)
- Evgenij Ivčenko, marciatore sovietico (Iskriskovshchina, n. 1938 - † 1999)
- Evgenij Maskinskov, marciatore sovietico (Aleksandrovka, n. 1930 - † 1985)

## Matematici(1)
- Evgenij Borisovič Dynkin, matematico russo (Leningrado, n. 1924 - Ithaca, † 2014)

## Medici(1)
- Evgenij Botkin, medico russo (San Pietroburgo, n. 1865 - Ekaterinburg, † 1918)

## Militari(4)
- Evgenij Džugašvili, militare russo (Urjupinsk, n. 1936 - Mosca, † 2016)
- Evgenij Kuzmič Lazarev, militare sovietico (Samara, n. 1918 - battaglia di Stalingrado, † 1942)
- Evgenij Petrovič Obolenskij, militare russo (Novomyrhorod, n. 1796 - Kaluga, † 1865)
- Evgenij Rodionov, militare russo (Čibirlej, n. 1977 - Bamut, † 1996)

## Numismatici(1)
- Evgenij Pachomov, numismatico e archeologo sovietico (Stavropol', n. 1880 - † 1965)

## Nuotatori(8)
- Evgenij Bezručenko, ex nuotatore russo (n. 1977)
- Evgenij Dratcev, nuotatore russo (Jaroslavl', n. 1983)
- Evgenij Korotyškin, ex nuotatore russo (Mosca, n. 1983)
- Evgenij Lagunov, ex nuotatore russo (Arcangelo, n. 1985)
- Evgenij Rylov, nuotatore russo (Novotroick, n. 1996)
- Evgenij Ryžkov, nuotatore kazako (Karaganda, n. 1985)
- Evgenij Sadovyj, ex nuotatore russo (Volgograd, n. 1973)
- Evgenij Seredin, nuotatore sovietico (Volžskij, n. 1958 - San Pietroburgo, † 2006)

## Ostacolisti(4)
- Evgenij Borisov, ex ostacolista russo (n. 1984)
- Evgenij Bulančik, ostacolista sovietico (n. 1922 - † 1995)
- Evgenij Gavrilenko, ostacolista sovietico (Homel', n. 1951)
- Evgenij Pečënkin, ex ostacolista, lunghista e bobbista russo (Krasnodar, n. 1973)

## Pallanuotisti(4)
- Evgenij Grišin, ex pallanuotista sovietico (Mosca, n. 1959)
- Evgenij Sal'cyn, ex pallanuotista sovietico (n. 1929)
- Evgenij Šaranov, ex pallanuotista sovietico (Dzeržinsk, n. 1958)
- Evgenij Semënov, pallanuotista sovietico (n. 1920 - † 1988)

## Pallavolisti(2)
- Evgenij Mit'kov, ex pallavolista russo (Šelechov, n. 1972)
- Evgenij Sivoželez, pallavolista russo (Čajkovskij, n. 1986)

## Pattinatori artistici su ghiaccio(1)
- Evgenij Pljuščenko, ex pattinatore artistico su ghiaccio russo (Džamku, n. 1982)

## Pattinatori di short track(1)
- Evgenij Kozulin, pattinatore di short track russo (n. 1988)

## Pattinatori di velocità su ghiaccio(2)
- Evgenij Grišin, pattinatore di velocità su ghiaccio sovietico (Tula, n. 1931 - Mosca, † 2005)
- Evgenij Kulikov, ex pattinatore di velocità su ghiaccio sovietico (Bogdanovič, n. 1950)

## Pesisti(1)
- Evgenij Vasil'evič Mironov, ex pesista sovietico (Staraja Russa, n. 1949)

## Pianisti(1)
- Evgenij Igorevič Kisin, pianista russo (Mosca, n. 1971)

## Piloti di rally(1)
- Evgenij Novikov, pilota di rally russo (Mosca, n. 1990)

## Pittori(1)
- Evgenij Telišev, pittore russo (Salechard, n. 1948)

## Poeti(2)
- Evgenij Abramovič Baratynskij, poeta russo (Vjažlja, n. 1800 - Napoli, † 1844)
- Evgenij Aleksandrovič Evtušenko, poeta e romanziere russo (Zima, n. 1932 - Tulsa, † 2017)

## Politici(6)
- Evgenij Balickij, politico russo (Melitopol', n. 1969)
- Evgenij Grigor'evič Gagarin, politico russo (San Pietroburgo, n. 1811 - Odessa, † 1886)
- Evgenij Maksimovič Primakov, politico russo (Kiev, n. 1929 - Mosca, † 2015)
- Evgenij Vadimovič Rojzman, politico russo (Sverdlovsk, n. 1962)
- Evgenij Ziničev, politico e militare russo (Leningrado, n. 1966 - Noril'sk, † 2021)
- Evgenij Ševčuk, politico moldavo (Rîbnița, n. 1968)

## Principi(1)
- Evgenij Maksimilianovič di Leuchtenberg, principe russo (San Pietroburgo, n. 1847 - San Pietroburgo, † 1901)

## Pugili(2)
- Evgenij Makarenko, ex pugile russo (Nižnevartovsk, n. 1975)
- Evgenij Tiščenko, pugile russo (n. 1991)

## Registi(10)
- Evgenij Nikolaevič Andrikanis, regista sovietico (Parigi, n. 1909 - Mosca, † 1993)
- Evgenij Francevič Bauėr, regista cinematografico russo (Mosca, n. 1865 - Jalta, † 1917)
- Evgenij Bedarev, regista russo (Barnaul, n. 1974)
- Evgenij Ginzburg, regista sovietico (Čeljabinsk, n. 1945 - Mosca, † 2012)
- Evgenij Efimovič Karelov, regista sovietico (Bogorodskoe, n. 1931 - Pitsunda, † 1977)
- Evgenij Tatarskij, regista sovietico (Leningrado, n. 1938 - San Pietroburgo, † 2015)
- Evgenij Ivanovič Taškov, regista sovietico (Bykovo, n. 1926 - Mosca, † 2012)
- Evgenij Bagrationovič Vachtangov, regista e attore teatrale russo (Vladikavkaz, n. 1883 - Mosca, † 1922)
- Evgenij Firsovič Šerstobitov, regista sovietico (n. 1928 - Mosca, † 2008)
- Evgenij Michajlovič Šnejder, regista cinematografico sovietico (n. 1897 - † 1947)

## Rivoluzionari(1)
- Evgenij Alekseevič Preobraženskij, rivoluzionario, economista e sociologo sovietico (Bolchov, n. 1886 - Mosca, † 1937)

## Saltatori con gli sci(1)
- Evgenij Klimov, saltatore con gli sci e ex combinatista nordico russo (Perm', n. 1994)

## Scacchisti(10)
- Evgenij Agrest, scacchista svedese (Vicebsk, n. 1966)
- Evgenij Vladimirovič Alekseev, scacchista russo (Puškin, n. 1985)
- Evgenij Il'gizovič Bareev, scacchista russo (Emanželinsk, n. 1966)
- Evgenij Naer, scacchista russo (Mosca, n. 1977)
- Evgenij Soloženkin, scacchista russo (Leningrado, n. 1966)
- Evgenij Ellinovič Svešnikov, scacchista russo (Čeljabinsk, n. 1950 - † 2021)
- Evgenij Jur'evič Tomaševskij, scacchista russo (Saratov, n. 1987)
- Evgenij Andreevič Vasjukov, scacchista russo (Mosca, n. 1933 - Mosca, † 2018)
- Evgenij Vorob'ëv, scacchista russo (Mosca, n. 1976)
- Evgenij Znosko-Borovskij, scacchista, scrittore e insegnante russo (Pavlovsk, n. 1884 - Parigi, † 1954)

## Schermidori(1)
- Evgenij Rjumin, ex schermidore sovietico (n. 1937)

## Scrittori(4)
- Evgenij Petrovič Petrov, scrittore sovietico (Odessa, n. 1903 - Sebastopoli, † 1942)
- Evgenij L'vovič Švarc, scrittore e sceneggiatore sovietico (Kazan', n. 1896 - Leningrado, † 1958)
- Evgenij Ivanovič Zamjatin, scrittore e critico letterario russo (Lebedjan', n. 1884 - Parigi, † 1937)
- Evgenij Nikolaevič Čirikov, scrittore russo (Kazan', n. 1864 - Praga, † 1932)

## Slittinisti(1)
- Evgenij Belousov, slittinista sovietico (Mosca, n. 1962 - † 2023)

## Sociologi(1)
- Evgenij Morozov, sociologo e giornalista bielorusso (Soligorsk, n. 1984)

## Sollevatori(4)
- Evgenij Kacura, sollevatore sovietico (Kazan', n. 1937 - Mosca, † 1967)
- Evgenij Lopatin, sollevatore sovietico (Balašov, n. 1917 - Mosca, † 2011)
- Evgenij Minaev, sollevatore sovietico (Klin, n. 1933 - Klin, † 1993)
- Evgenij Čigišev, ex sollevatore russo (Novokuzneck, n. 1979)

## Storici(2)
- Evgenij Nikolaevič Ponasenkov, storico, giornalista e produttore teatrale russo (Mosca, n. 1982)
- Evgenij Tarle, storico russo (Kiev, n. 1874 - Mosca, † 1955)

## Telecronisti sportivi(1)
- Evgenij Savin, telecronista sportivo e ex calciatore russo (Belozersk, n. 1984)

## Tennisti(4)
- Evgenij Donskoj, tennista russo (Mosca, n. 1990)
- Evgenij Kafel'nikov, ex tennista russo (Soči, n. 1974)
- Evgenij Karlovskij, tennista russo (Mosca, n. 1994)
- Evgenij Korolëv, ex tennista kazako (Mosca, n. 1988)

## Tenori(1)
- Evgenij Michajlovič Beljaev, tenore e militare sovietico (Klincy, n. 1926 - Mosca, † 1994)

## Tiratori a segno(1)
- Evgenij Alejnikov, tiratore a segno russo (Ordžonikidze, n. 1967)

## Tuffatori(1)
- Evgenij Kuznecov, tuffatore russo (Stavropol', n. 1990)

## Velocisti(1)
- Evgenij Lomtev, ex velocista sovietico (n. 1961)

## Violinisti(1)
- Evgenij Karlovič Albrecht, violinista russo (San Pietroburgo, n. 1842 - San Pietroburgo, † 1894)

## Senza attività specificata(1)
- Evgenij Lipeev, ex pentatleta sovietico (Krasnodar, n. 1958)